# Michael Tönnies
Michael Tönnies (19 de diciembre de 1959-26 de enero de 2017) fue un futbolista profesional alemán que jugó como delantero.

## Carrera en clubes
Tönnies jugó en el oeste alemá alemán para el FC Schalke 04 y MSV Duisburgo y en 40 partidos anotó 13 goles.

## Muerte y vida personal
Tönnies fue conocido como chainsmoker y estuvo diagnosticado con daños de pulmón en 2005, tuvo un trasplante de pulmón en abril de 2013. Falleció en enero de 2017, envejeció sólo y a la edad de 57 años murió por causas desconocidas.

## Honores
- Anotador del segundo triplete más rápido de la historia de la Bundesliga: 6 minutos (minuto 10, 11 y 15, el 27 de agosto de 1991 en un 6-2 contra el Karlsruher SC, anotó 5 goles en ese partido). El logro fue batido por Robert Lewandowski el 22 de septiembre de 2015.[3]
- Segundo goleador de la Bundesliga 1990-91: 29 goles.